# Битва біля Сеттепоцці (1263)
Битва при Сеттепоцці — морська битва, що відбулась між травнем і липнем 1263 року біля острова Сеттепоцці (сучасний о. Спеце, Греція) між генуезько-візантійським флотом і невеликим венеційським флотом в ході війни Святого Сави. Венеційська перемога мала значні політичні наслідки, оскільки призвела до охолодження відносин Візантії з її генуезьким союзником і початку нормалізації відносин з Венецією. Після поразки біля Сеттепоцці, генуезці уникали прямих зіткнень з венеційським флотом, натомість зосередившись на нападах на венеційські торгові конвої. Це не завадило ще одній, ще більш повній поразці в битві біля Трапані в 1266 році.

## Передумови
На початку 1261 року імператор Нікеї Михаїл VIII Палеолог уклав із генуезцями Німфейський договір. Цей дуже вигідний для генуезців союз здавався необхідним для Нікейської імперії, яка прагнула повернути собі Константинополь, столицю Латинської імперії. Останню підтримував військово-морський флот Венеції (головного супротивника Генуї), і на перший погляд здавалось, що без достатньо сильної військово-морської сили навряд чи було можливо відбити Константинополь, як показали невдалі спроби 1235 і 1260 років .
Однак у 1261 році через два тижні після підписання договору Константинополь був захоплений сухопутною візантійською армією на чолі з Олексієм Стратегопулом без жодної допомоги з боку Генуї. Наступного року дві морські держави перебували в очікуванні. Венеція не бажала протистояти чисельно переважаючій та розпорошеній генуезькій владі на її різних позиціях в Егейському морі, тоді як Генуї доводиться мати справу з внутрішніми потрясіннями, які призвели до скидання влади автократичного капітано-дель-пополо республіки Гульєльмо Бокканегри. Його замінив колегіальний орган, який складався з представників аристократії. Влітку 1262 року венеційці відправили в Егейське море флот з 37 галер, де він зіткнувся з флотом із 60 генуезьких кораблів у Салоніках, які відмовилися брати участь у бою. Однак коли флотилія з Негрепонте (острів, яким керували знатні родини Венеції) увійшла в Мармурове море, вона була розбита візантійсько-генуезькою ескадрою.

## Битва
У той же час почалися військові дії в Мореї, куди Михаїл VIII направив експедиційний візантійсько-генуезький флот (наприкінці 1262 або на початку 1263 року) проти латинського Ахейського князівства. Незважаючи на початкові успіхи, візантійські спроби підкорити все князівство зазнали невдачі після поразок під Приницею та Макриплагами. У травні-червні 1263 року візантійсько-генуезький флот з 38 або 39 галер і 10 легких вітрильних кораблів (saettie) прямував до візантійської фортеці Монемвасії на південному сході Пелопоннесу, де він зіткнувся з флотом з 32 венеційських кораблів, що пливли до Негропонте.
Подробиці битви невідомі. Генуезькі Annales Ianuenses проголошують, що на момент атаки лише 14 генуезьких кораблів пішли в наступ, а решта флоту залишилася на місці, а згодом взагалі втекли, не вступаючи в бій. Однак венеційський хроніст Канале стверджує, що венеційські кораблі атакували першими, а генуезці влаштували на них засідку. Битва завершилася венеційською перемогою, генуезький флот, половина якого не змогла повною мірою вступити в бій, втратив багато людей, включаючи адмірала Пєтро Аввокато та двох його заступників, перш ніж припинити бій і відступити. Венеційський літописець Мартіно да Канале оцінює втрати генуезців у 1 тис. чоловік, а венеційців — у 420 . Поразка генуезько-візантійського флоту пояснюється двома причинами. По-перше, недоліком генуезців була відсутність єдиного командування флотом, по-друге, численні генуезькі адмірали не бажали ризикувати своїми власними кораблями протягом усієї битви. Це пояснюється тим, що генуезькі кораблі споряджались приватними особами, часто багатими знатними купцями, які керували містом. Відповідно, вартість кораблів була висока, а відповідальність за їхню втрату покладалась на найнятих купцями адміралів .

## Наслідки
Хоча більшість генуезького флоту пережила битву, поразка мала значні політичні наслідки. Михаїл VIII почав переосмислювати свій союз із Генуєю, який обходився йому дуже дорого, але через боязкість генуезьких адміралів давав дуже слабкі результати. Щоб показати своє роздратування через поразку, Михаїл VIII відмовився від послуг флотилії з 60 генуезьких кораблів, які перебували на його службі. Напруження відносин між Візантією та Генуєю досягло свого піку в 1264 році, коли генуезький подеста Константинополя був залучений у змову з метою передачі міста Манфреду Сицилійському, у відповідь на що імператор вигнав подесту з міста. Крім того, 18 червня 1265 року Михаїл підписав угоду з Венецією, яка, однак, не була ратифікована дожем. Зіткнувшись із загрозою, яку представляв Карл Анжуйський після 1266 року, Михаїл був змушений відновити відносини з Генуєю, хоча й надалі продовжував свою політику покращення відносин з Венецією, підписавши з нею п'ятирічний пакт про ненапад у червні 1268 року .
Після поразки біля Сеттепоцці, генуезці намагались уникати прямих зіткнень з венеційським флотом, натомість зосередившись на нападах на венеційські торгові конвої, як в битві біля Сасено в 1264 році. Проте ця тактика не допомогла Генуї уникнути ще більш повної поразки в битві біля Трапані в 1266 році.